# Vinarstvo
Vinarstvo je djelatnost koja se bavi proizvodnjom vina i proizvoda od grožđa i vina, od odabira grožđa do punjenja gotovog vina u boce. 
Vinifikacija je skup radnji.
Vinogradarstvo i vinarstvo jedan su od najsloženijih dijelova poljoprivrede u okviru europskoga zakonodavstva.
Proizvodnja vina izvorno je domaći obrt, a koja je negdje prerasla u sofisticiranu industriju.

## Klasifikacija i predmet
Vinarstvo se može općenito klasificirati u dvije kategorije: proizvodnja stolnog vina (bez karbonacije) i proizvodnja pjenušavog vina (s karbonacijom). Znanost o vinu i vinarstvu naziva se enologija.
Vinarstvo se osim proizvodnje vina, bavi proizvodnjom voćnih vina te drugih proizvoda od grožđa i vina, a industrijsko vinarstvo koristi sporedne proizvode radi proizvodnje alkohola (destilacijom dropa i taloga), ulja (iz sjemenki), vinsku kiselinu (iz dropa i vinskoga kamena), farmaceutske, konditorske i ine proizvode (proanticijanidole i bojila iz kožica bobice).

## Povijest
Čovjek se bavio vinarstvom još u mlađem kamenom dobu za što postoje materijalni dokazi. Pisana vrela datiraju iz vremena antičkih civilizacijâ. Znanja o vinarstvu prvo su locirana na obalama Crnog i Kaspijskoga mora, Egipta, Palestine, Sirije i Mezopotamije. Feničani i stari Grci prenijeli su ta znanja prema zapadu, prastanovnicima Balkanskog i Apeninskoga poluotoka. Rimljani su nastavili unaprijeđivati i poticati tu kulturu. Romanizirani Iliri usvojili su ta znanja, a Hrvati su vještinu uzgoja vinove loze i proizvodnje vina preuzeli vjerojatno od njih.
I vinarstvo i vinogradarstvo rasprostranjeno je u cijeloj Hrvatskoj u kojoj vinska kultura predstavlja dio tradicionalnoga načina života.

## Proizvodnja vina
Grožđe se nakon berbe preša i pušta da fermentira. Crno vino se radi od mošta (pulpe) crvenog i crnog grožđa koji prolazi fermentaciju zajedno s grozdnim lupinama, dok se bijelo vino obično radi fermentacijom soka dobivenog prešanjem bijelog grožđa, ali se može raditi i iz mošta ekstrahiranog iz crvenog grožđa uz minimalni dodir s grozdnim lupinama. Rosé vino se radi od crvenog grožđa tako da se soku dopusti dodir s tamnim lupinama dovoljno dugo da poprimi ružičastu boju, pa se malo tanina zadrži u lupinama.
U Hrvatskoj se skoro 60% vina proizvodi u vinarskoj regiji Kontinentalnoj Hrvatskoj. Uglavnom se proizvodi bijelo i to većinom od europskih sorti grožđa. Preostalih 40% su crvena vina i proizvode se u vinarskoj regiji Primorskoj Hrvatskoj i to velikim dijelom od autohtonih sorata grožđa. Po strukturi proizvodnje na razini Hrvatske, 67% su bijela vina, koja se većinom prave u kontinentalnome dijelu, dok se u mediteranskom dijelu većinom proizvode crvena vina.

## Vinifikacija
Vinifikacija je skup postupaka primijenjenih tijekom proizvodnje vina: skidanje bobica s peteljke, fermentacija, prešanje, bistrenje, zrenje, itd. Berba i prerada grožđa dijelom su lanca i oboje se mora obaviti odrađene u točno određeno vrijeme i na točno određenom mjestu te se vinski podrum mora pripremiti za prihvat i preradu grožđa te vinifikaciju. Ako se to nije napravilo, cijeli proces može biti uzaludan. Proizvođači unatoč uznapredovalom znanju i tehnologiji još uvijek griješe u proizvodnji, pa se događaju najčešće greške u kao što su octikavost mošta, pojava sumporovodika, zastoj fermentacije, oksidacija, nizak ili visok alkohol te strani mirisi.
Vinifikacija i vinarstvo nisu isto, jer vinarstvom označavamo cjelokupnu gospodarsku djelatnost.

## Oksidacija
Oksidacija je česta pogreška koja se proizvođačima vina događa u procesu vinifikacije. Događa se kad je temperatura vrenja visoka, ako mošt nije dostatno sumporen te kad s e mošt predugo drži u dodiru sa zrakom i nakon sva ta tri slučaja događa se oksidacija.

## Poveznice
- Vinograd
- Vinogradarstvo
- Dodatak:Popis vinskih sorti
- Dodatak:Popis vinogradarskih podregija u Republici Hrvatskoj
- Starenje vina
- Alkoholno vrenje

## Vanjske poveznice
- Zakon.hr Zakon o vinu,  pročišćeni tekst zakona NN 96/03, 25/09, 22/11, 55/11, 82/13, 14/14
- Narodne novine Pravilnik o vinu, NN 96/96
- Ministarstvo poljoprivrede RH Uputa za označavanje vina
- Croatian Wine Organization  Arhivirana inačica izvorne stranice od 10. srpnja 2017. (Wayback Machine)
- Vinogradarstvo i vinarstvo Hrvatska tehnička enciklopedija, portal hrvatske tehničke baštine. LZMK